# テラボウ
テラボウ株式会社は、大阪府貝塚市に本社を置く合成樹脂加工会社である。ユニチカの完全子会社。2013年（平成25年）6月までの社名は寺田紡績株式会社（てらだぼうせき）であったが、紡績事業からは1995年（平成7年）にすでに撤退、その後は合成樹脂加工事業を行っている。津田川河口付近には大正時代に建てられたレンガ造りの工場が残り（北緯34度27分20秒 東経135度21分31秒 / 北緯34.45556度 東経135.35861度）、映画『岸和田少年愚連隊』（1996年）のロケーション撮影に使用された。

## 概要
第五十一国立銀行（のちの五十一銀行、合併されて住友銀行、現在の三井住友銀行）頭取を務め、岸和田紡績（合併して現在のユニチカ）を創業した寺田甚与茂（1853年 - 1931年）、のちに東洋麻糸紡績（現在のトスコ）社長や五十一銀行頭取を務めた寺田元吉（1855年 - 1931年）兄弟の異父弟であり、岸和田紡績取締役、寺田銀行頭取であった寺田利吉（1857年 - 1918年）が、1912年（明治45年）4月23日、大阪府泉南郡麻生郷村大字津田（現在の同府貝塚市津田南町28番）の地で紡績業を開始、これを同社の創業とする。1916年（大正5年）10月には、株式会社寺田紡績工廠（てらだぼうせきこうしょう）に改組している。創業者の利吉は、1918年（大正7年）12月10日に亡くなっている。

## 主な事業
- ナイロン複合材をはじめとする複合樹脂の製造
- 合成樹脂のシート加工・プレス加工

## 沿革
- 1912年（明治45年）4月23日 - 寺田財閥の寺田利吉が紡績業を創業[1][5]。
- 1916年（大正5年）10月 - 株式会社寺田紡績工廠に改組[1]。
- 1943年（昭和18年）12月 - 寺田工業株式会社を設立、石綿加工業を開始[1]。
- 1945年（昭和20年）12月 - 特殊紡績事業に転換。
- 1946年（昭和21年）4月 - 寺田紡績株式会社に社名変更[1]。
- 1947年（昭和22年）12月 - 綿紡績事業を再開。
- 1961年（昭和36年）10月 - 大阪証券取引所第2部に上場[1]。
- 1968年（昭和43年）8月 - ユニチカの関連会社となる[1]。
- 1971年（昭和46年）11月 - 合成樹脂の加工・販売を開始。
- 1980年（昭和55年）6月 - タオル関連商品の販売を開始。
- 1995年（平成7年）3月 - 紡績事業から撤退。
- 1997年（平成9年）10月 - 中国高密県にてタオルの製造を開始。
- 2010年（平成22年）12月31日 - タオル事業を小原に譲渡[6]。
- 2012年（平成24年）4月24日 - 株式上場廃止[1]。
- 2012年（平成24年）5月1日 - 株式交換により、ユニチカの完全子会社となる[1][7]。
- 2013年（平成25年）7月1日 - テラボウ株式会社に社名変更[1][8]。